# Oscar Gudden
Wilhelm Cornelius Oscar Gudden (* 20. November 1862 in Kleve; † 1944) war ein deutscher Marine-Generalstabsarzt der Kaiserlichen Marine.

## Leben
Oscar Gudden trat am 1. April 1884 in die Kaiserliche Marine ein.
Er studierte in Würzburg, Marburg und Berlin Medizin. 1889 wurde er an der Universität Marburg mit dem Thema Ueber den Einfluss grösserer Blutverluste auf die Pulsfrequenz im Wochenbett promoviert.
Er war Einjährig-Freiwilliger bei der II. Matrosendivision und wurde zum 3. August 1889 als Unterarzt der Kaiserlichen Marine ernannt. Ende November 1889 wurde er zum Marine-Assistenzarzt II. Klasse befördert. Später war er auf der Leipzig, welche bei seiner Bordzeit 1891 im Chilenischen Bürgerkrieg eingesetzt wurde.
Am 29. November 1893 wurde er als Marine-Assistenzarzt I. Klasse (Beförderung am 30. Mai 1892) auf die Frithjof kommandiert, kam dann Ende August 1894 von der Beowulf an Bord der Hildebrand und wurde später zum Jahreswechsel 1894/95 zur II. Matrosendivision versetzt. Ende Januar 1895 wurde er Marine-Stabsarzt und wurde Anfang April 1895 in den Stab der Marinestation der Ostsee kommandiert. Zum 14. November 1895 ging er dann auf die Cormoran. 1899 war er auf der Bayern und war 1906 als Marine-Generaloberarzt Geschwaderarzt des II. Geschwaders und zeitgleich Schiffsarzt auf der Preußen.
Als Marine-Generaloberarzt wurde er zu Kriegsbeginn Nachfolger des Marine-Generalarztes Walther Uthemann als Flottenarzt der Hochseeflotte. Am 13. April 1914 wurde er hier zum Marine-Generalarzt befördert. Bis November 1916 war er Flottenarzt der Hochseeflotte und wurde am 17. November 1916 aus der Marine verabschiedet.
Am 7. Oktober 1921 erhielt er den Charakter als Marine-Generalstabsarzt verliehen.

## Werke (Auswahl)
- Gelbfiebermücken an Bord. In: Archiv für Schiffs- und Tropen-Hygiene, Band 9, 1905, S. 298–306.
- Über Chinin-Nebenwirkungen. In: Archiv für Schiffs- und Tropen-Hygiene, Band 9, 1905, S. 500–510.